# Emmanuelle Laborit
Emmanuelle Laborit (París, 18 d'octubre de 1971) és una actriu i escriptora francesa, sorda de naixement.

## Biografia
Neta del científic Henri Laborit (1914-1995) i neboda de Maria Laborit, sorda de naixement, es va convertir en una destacada actriu. Només va conèixer la llengua de signes amb 7 anys, i li ensenyá ràpidament a la seva germana, que així es va convertir en la seva confident. Abans d'aprendre la Llengua de Signes Francesa, només es comunicava amb la seva mare; tenien una comunicació "umbilical".
Entre altres films, és coneguda per Les Enfants du silence (1993), Retour à la vie (1999), Jenseits der Stille (1996) i Stille Liebe (2001).
Va guanyar el premi Molière de la revelació teatral, el 1993, pel seu paper a Les Enfants du silence, adaptat de la peça nord-americana amb el mateix nom, escrita per Mark Medoff: ella és la primera actriu sorda a rebre, a França, tal reconeixement. Es va fer també l'ambaixadora de la Llengua de Signes Francesa. El seu llibre autobiogràfic El crit de la gavina, escrit el 1993, retrata els seus records de la infància, la seva difícil adolescència i l'inici de la seva edat adulta autònoma, així com el seu recorregut.
És membre del comitè de patrocini de la Coalició Francesa per a la Dècada de la cultura, de la pau i de la no violència.
Membre de Teatre Visual Internacional, Emmanuelle Laborit succeeix al seu director-fundador Alfredo Corrado, al cap de l'establiment, en 2003. Després de llargs anys d'inestabilitat, el centre va ser instal·lat, des de gener de 2007, a la Cité Chaptal, al novè districte de París. L'establiment obre les portes amb les representacions de «K.Lear» en el qual Emmanuelle Laborit encarna Cordelia.
Va donar a la llum un nen, el 2007

## Filmografia
- 1994: 3000 scénaris contre un virus, de Fernand Moszkowicz
- 1995: El techo del mundo, de Felipe Vega
- 1996: Le Propre de l'homme, de Marc Rivière
- 1996: Jenseits der Stille, de Caroline Link
- 1997: Marianna Ucrìa, de Roberto Faenza
- 1997: Un air sí pur, d'Yves Angelo
- 2000: Retour a la vie, de Pascal Baeumler
- 2000: Marie-Line, de Mehdi Charef
- 2001: L'Ami Fritz, de Jean-Louis Lorenzi
- 2001: Amour Secret, de Christoph Schaub
- 2002: 11'0901 - September 11, de Youssef Chahine, Amos Gitai, Alejandro González Iñárritu, Shohei Imamura, Claude Lelouch, Ken Loach, Samira Makhmalbaf, Mira Nair, Idrissa Ouedraogo, Sean Penn, Danis Tanović

## Publicacions
- Emmanuelle Laborit i Marie-Thérèse Cuny: Le Cri de la mouette, Éditions Robert Laffont, Collect. Vécu, SA, Paris, 1994 ISBN 2-2210-7673-7.[8]